# Rothesay International 2022 - Qualificazioni singolare maschile
Le qualificazioni del singolare maschile del Rothesay International 2022 sono state un torneo di tennis preliminare per accedere alla fase finale della manifestazione. I vincitori dell'ultimo turno sono entrati di diritto nel tabellone principale. In caso di ritiro di uno o più giocatori aventi diritto a questi sono subentrati i lucky loser, ossia i giocatori che hanno perso nell'ultimo turno ma che avevano una classifica più alta rispetto agli altri partecipanti che avevano comunque perso nel turno finale.

## Teste di serie
1. Brandon Nakashima (qualificato)
2. Hugo Gaston (primo turno)
3. James Duckworth (qualificato)
4. Jiří Lehečka (ritirato)
5. Tomás Martín Etcheverry (primo turno)

1. John Millman (qualificato)
2. Mikael Ymer (ultimo turno)
3. Steve Johnson (ultimo turno)
4. Thiago Monteiro (qualificato)

## Qualificati
1. Brandon Nakashima
2. John Millman

1. James Duckworth
2. Thiago Monteiro

## Tabellone

### Sezione 1
|  | Primo turno | Primo turno       | Primo turno | Primo turno | Primo turno |  |  | Ultimo turno | Ultimo turno      | Ultimo turno      | Ultimo turno | Ultimo turno |  |
|  |             |                   |             |             |             |  |  |              |                   |                   |              |              |  |
|  | 1           | Brandon Nakashima | 4           | 6           | 6           |  |  |              |                   |                   |              |              |  |
|  |             | Sam Querrey       | 6           | 3           | 1           |  |  | 1            | Brandon Nakashima | Brandon Nakashima | 6            | 6            |  |
|  | Alt         | Paul Jubb         | 62          | 6           | 3           |  |  | 8            | Steve Johnson     | Steve Johnson     | 4            | 4            |  |
|  | 8           | Steve Johnson     | 7           | 1           | 6           |  |  |              |                   |                   |              |              |  |

### Sezione 2
|  | Primo turno | Primo turno     | Primo turno     | Primo turno | Primo turno |  |  | Ultimo turno | Ultimo turno | Ultimo turno | Ultimo turno | Ultimo turno |  |
|  |             |                 |                 |             |             |  |  |              |              |              |              |              |  |
|  | 2           | Hugo Gaston     | Hugo Gaston     | 0           | 2           |  |  |              |              |              |              |              |  |
|  | WC          | Liam Broady     | Liam Broady     | 6           | 6           |  |  | WC           | Liam Broady  | Liam Broady  | 4            | 3            |  |
|  |             | Henri Laaksonen | Henri Laaksonen | 2           | 4           |  |  | 6            | John Millman | John Millman | 6            | 6            |  |
|  | 6           | John Millman    | John Millman    | 6           | 6           |  |  |              |              |              |              |              |  |

### Sezione 3
|  | Primo turno | Primo turno     | Primo turno     | Primo turno | Primo turno |  |  | Ultimo turno | Ultimo turno    | Ultimo turno | Ultimo turno | Ultimo turno |  |
|  |             |                 |                 |             |             |  |  |              |                 |              |              |              |  |
|  | 3           | James Duckworth | James Duckworth | 6           | 6           |  |  |              |                 |              |              |              |  |
|  | WC          | Daniel Cox      | Daniel Cox      | 3           | 1           |  |  | 3            | James Duckworth | 3            | 6            | 6            |  |
|  | Alt         | Alastair Gray   | 7               | 5           | 63          |  |  | 7            | Mikael Ymer     | 6            | 2            | 4            |  |
|  | 7           | Mikael Ymer     | 6               | 7           | 7           |  |  |              |                 |              |              |              |  |

### Sezione 4
|  | Primo turno | Primo turno             | Primo turno     | Primo turno | Primo turno |  |  | Ultimo turno | Ultimo turno    | Ultimo turno    | Ultimo turno | Ultimo turno |  |
|  |             |                         |                 |             |             |  |  |              |                 |                 |              |              |  |
|  | 9           | Thiago Monteiro         | Thiago Monteiro | 7           | 6           |  |  |              |                 |                 |              |              |  |
|  | Alt         | Mark Whitehouse         | Mark Whitehouse | 63          | 3           |  |  | 9            | Thiago Monteiro | Thiago Monteiro | 6            | 6            |  |
|  | Alt         | Shang Juncheng          | 7               | 2           | 6           |  |  | Alt          | Shang Juncheng  | Shang Juncheng  | 4            | 2            |  |
|  | 5           | Tomás Martín Etcheverry | 6               | 6           | 2           |  |  |              |                 |                 |              |              |  |